# 1995 CE
1995 CE är en asteroid i huvudbältet som upptäcktes den 1 februari 1995 av den japanska astronomen Takao Kobayashi vid Ōizumi-observatoriet.
Asteroiden har en diameter på ungefär 5 kilometer.